# 극강
주식회사 극강(株式會社 克强, GEUKGANG Corps Inc.)은 대한민국의 시설경비, 신변보호, 혼잡교통유도경비, 행사경호, 주주총회 등 경호 경비 서비스 회사이다. 본사는 대전광역시 서구 탄방동에 위치해 있다.

## 역대 슬로건
- 견리사의견위수명(見利思義見危授命) (2022~2025)
- 장부수사심여철의사임위기사운(丈夫雖死心如鐵義士臨危氣似雲) (2025~현재)

## 역사
- 2022년 10월 극강시스템 설립
- 2023년
- 2024년
- 2025년 2월 주식회사 극강 설립
- 2025년 3월 경비업 허가 (대전지방경찰청 제 397호)

## 사업장 현황
- 주식회사 극강 본사 : 대전광역시 서구 둔산중로20 (탄방동, 아르누보팰리스)